# Université de Teramo
L'université de Teramo (en italien, Università degli studi di Teramo) est une université italienne, située à Teramo, dans les Abruzzes.

## Historique
L'université de Teramo est née en 1993 d'une scission de l'université de Chieti « G. d'Annunzio », dans un climat d'assez vives tensions parmi les partisans d'une autonomie souhaitée et les nostalgiques de la tradition, l'université de Teramo a fini par atteindre des résultats universitaires et à obtenir une reconnaissance de son indépendance assumée.